# Brusturi (gmina w okręgu Bihor)
Brusturi – gmina w Rumunii, w okręgu Bihor. Obejmuje miejscowości Brusturi, Cuieșd, Loranta, Orvișele, Păulești, Picleu, Țigăneștii de Criș i Varasău. W 2011 roku liczyła 3469 mieszkańców.